# Reggenza di Mamasa
La reggenza di Mamasa (in indonesiano: Kabupaten Mamasa) è una reggenza dell'Indonesia, situata nella provincia di Sulawesi Occidentale.